# Pilon (édition)
 (avril 2023).
Si vous disposez d'ouvrages ou d'articles de référence ou si vous connaissez des sites web de qualité traitant du thème abordé ici, merci de compléter l'article en donnant les références utiles à sa vérifiabilité et en les liant à la section « Notes et références ».
Pour les articles homonymes, voir Pilon.

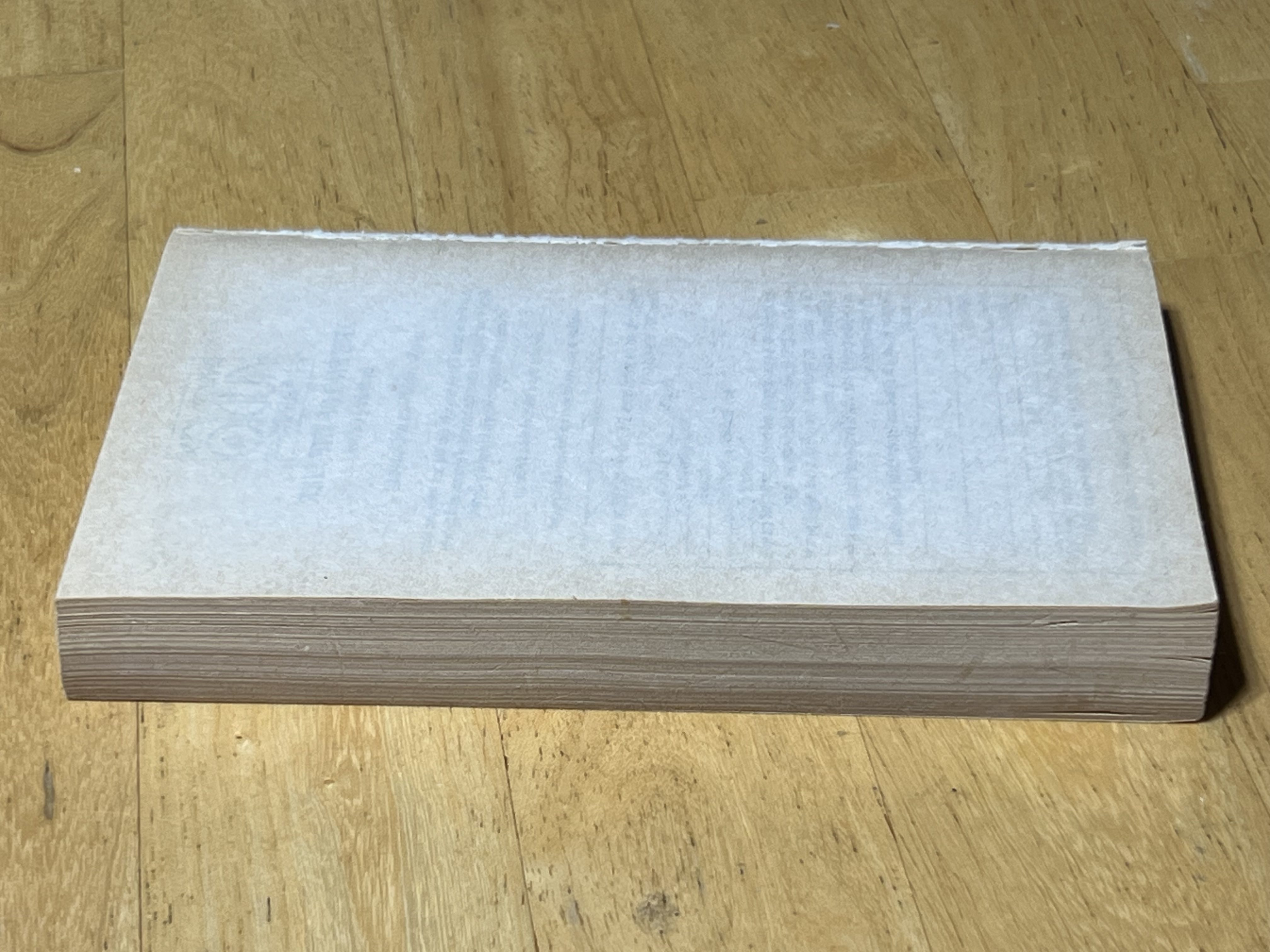

Dans le domaine de l’édition et de la presse, le pilon désigne à la fois les exemplaires des livres ou des publications sur papier destinés à être détruits, et la « machine » théorique destinée à cet effet. La pratique du pilon, connotée très négativement par une majorité d’éditeurs et surtout d’auteurs, est néanmoins une partie de l’économie générale du livre. Les livres détruits servent essentiellement à recycler le papier et cette tâche est confiée à des entreprises spécialisées dans le traitement des déchets.

## Origine
Le mot vient du nom de l’outil, généralement manuel, qui a ensuite été adapté aux sortes de marteaux, dans les machines qui assurent la frappe et l’écrasement des matières (bois, chiffons), pour obtenir de la pâte à papier : les moulins à papier, dont certains types sont d’ailleurs appelés piles (pile hollandaise). Le mot évoque aussi la puissance fatidique du marteau-pilon. Mais aucune machine de destruction des livres n’est officiellement appelée pilon. Il s’agit de divers types de broyeurs.

## Raisons dupilonnage
Les motifs du pilonnage des livres sont multiples. Ils tiennent à des raisons économiques, en premier lieu à la gestion des stocks, aux ventes insuffisantes, ensuite à l’état défectueux des livres, depuis le simple « défraîchi » jusqu’aux erreurs décelées trop tard, les changements de programmes pour les livres scolaires, etc. Les destructions de censure sont rares, mais des décisions de justice (pour diffamation, pour plagiat etc.) peuvent exiger la destruction de livres.
Le pilonnage peut être partie intégrante d’une politique éditoriale : un tirage supérieur aux ventes escomptées produit un effet de « masse », de présence dans les rayons, qui a pour effet de susciter des achats suffisants pour dégager un bénéfice supplémentaire et couvrir les frais du pilonnage des exemplaires en surnombre. Le pilonnage en soi n’est pas très coûteux car les livres sont achetés au poids du papier, au même titre que toute matière première. La profession s’organise pour optimiser les transports, notamment par le choix des horaires, et met en avant l’aspect écologique de l’activité, ce qui est cependant contredit par les pratiques du pilonnage « stratégique ».
Le pilonnage peut également être déterminé par des considérations fiscales, en fonction de la législation du pays, par exemple s’il y a taxation des stocks.
Les archives nationales françaises sont également contraintes de détruire régulièrement des documents de leur fonds. Ils ne peuvent être ni vendus, ni donnés, et, lorsqu'ils manquent d'intérêt, partent au pilon.

## Types de pilonnage

### Pilon partiel
Le pilon partiel consiste à détruire une partie du tirage global d’un livre : les exemplaires défectueux, les exemplaires défraîchis (cas des « retours » de libraires), les excédents de stocks dont la vente à court terme est compromise. Les exemplaires conservés demeurent dans les circuits de vente habituels.

### Pilon total
Le pilon total concerne l’ensemble des exemplaires d’un titre. L’éditeur peut prendre sa décision en fonction de différents éléments : vente impossible, mise en solde estimée peu rentable. Ce cas concerne souvent des ouvrages liés à une actualité immédiate, dont l’intérêt tombe rapidement.

## Technique
Les livres destinés au pilon, au départ de l’éditeur ou du distributeur, sont stockés dans des bennes, puis transportés par camions jusqu’à l’usine de traitement. Les chargements et les trajets sont contrôlés rigoureusement afin d’éviter l’ouverture d’un marché parallèle où des livres détournés reviendraient dans le circuit de vente, au profit de fraudeurs. Les mêmes précautions s’appliquent dans les usines. Pendant un temps, les livres étaient aspergés de peinture, ou simplement d’eau, mais cette pratique a été abandonnée. Seuls les éditeurs peuvent décider, avant la mise au pilon, de conserver un petit nombre d’exemplaires pour des dons. Les livres déversés sont poussés dans le broyeur, machine équipée de couteaux rotatifs à grande vitesse, qui déchiquètent le papier en bandes étroites, puis en menus morceaux. Ces papiers, compressés en balles, sont ensuite expédiés vers des usines de pâte à papier pour devenir du papier pour les journaux, ou pour des emballages. Certaines machines, dites pulpeurs, fabriquent directement la pâte à papier en broyant les livres dans de l’eau. La fabrication de pâte à papier recyclé nécessite de nombreuses opérations de filtrage (élimination des corps étrangers, désencrage, blanchiment, etc.) et en général le déchiquetage du papier est opéré séparément.

## Législation
Les règlementations concernant la destruction des livres varient selon les pays. Aux États-Unis, la pratique d’enlever les couvertures des livres destinés au pilonnage (stripped books) n’empêche pas que ces livres sans couverture soient revendus sur un marché de l’occasion : depuis les années 1980, la plupart des éditeurs font figurer dans leurs livres que tout exemplaire dépourvu de sa couverture peut être considéré comme vendu frauduleusement. Cet avertissement n’a cependant aucune valeur juridique.

### Droits des auteurs
L’éditeur est tenu d’informer les auteurs de ses décisions concernant aussi bien les retirages, que les mises en solde ou au pilon. Dans le cas du pilon, il est évident que l’auteur ne touchera pas de droits correspondant aux exemplaires détruits. Il a la possibilité d’acheter lui-même tout ou partie du stock, comme pour la mise en soldes, à un tarif préférentiel qui peut lui permettre d’assurer lui-même la commercialisation de l’ouvrage. En principe, l’auteur d’un livre pilonné récupère la totalité de ses droits sur l’ouvrage : il peut donc en proposer une nouvelle édition à un autre éditeur. Ces conditions sont soumises au contrat initial passé entre l’éditeur et le ou les auteurs.

## Le pilon dans les médias
La destruction des livres a suscité une abondante littérature, évidemment pour être dénoncée, lorsqu’elle était autoritaire, publique et spectaculaire, sous la forme de l’autodafé. Le feu en était le seul vecteur, jusqu’à la science-fiction et Fahrenheit 451 de Ray Bradbury. Le pilon, utilitaire et pratiqué dans l’ombre, représente une autre forme de l’autodafé. Thème quelque peu maudit des auteurs, qui préfèrent l’oublier, le pilon a cependant suscité quelques romans. Le Tchèque Bohumil Hrabal, qui connaît le sujet pour avoir vu ses livres pilonnés par la censure communiste de son pays, a publié Une trop bruyante solitude (1976), où le héros, ouvrier du pilon, sauve en cachette autant de livres qu’il peut. Dans Le liseur du 6 h 27 (2014), Jean-Paul Didierlaurent traite d’un personnage qui, lui, ne récupère que des feuilles éparses, qu’il lit chaque matin à haute voix pour les passagers de son RER.
En 2012, Bruno Deniel-Laurent réalise un essai-documentaire, On achève bien les livres.